# Ekésfront
Az Ekésfront (románul Frontul Plugarilor) romániai baloldali párt 1933–1953 között, amelynek vezetője Petru Groza volt. Működésének teljében, 1946-ban, több mint egymillió tagja volt.

## Története
A Hunyad megyéből kiinduló szegényparaszti radikális mozgalom gyorsan elterjedt a Bánságban, majd Románia többi régiójában. Petru Groza, aki Alexandru Averescu kormányának tagja volt, próbált javítani a parasztság helyzetén, akiket szerinte a Nemzeti Parasztpárt elárult, és vidéki társadalombiztosítási program, illetve a kisgazdák számára kedvező adóreform kidolgozására törekedett. A mozgalom republikánus nézeteket vallott, valószínűleg már megalakulásától kezdve; Grozáról feljegyezték, hogy 1940 előtt azt mondta: „az utolsó király számomra Decebal volt, az ő halála után republikánus lettem.”
1935-ben a szervezet Cebén egyezményt írt alá a törvényen kívül helyezett Román Kommunista Párttal (RKP). Az egyezményt a sztálinista népfront doktrínája ihlette, és a tárgyalásokat Scarlat Callimachi író, kommunista aktivista felügyelte.
Ebben az időszakban az Ekésfront egyszer sem szerzett többet a szavazatok 0,30%-ánál. 1938-ban II. Károly királyi diktatúrája alatt az összes párttal együtt betiltották, de illegalitásban tovább működött Ion Antonescu idején is, és 1944-ben Antonescu bukása után és a szovjet befolyás növekedésének kezdetén ismét felszínre bukkant.
Ugyanannak az évnek az októberében csatlakozott a kommunista párt által vezetett Országos Demokrata Arcvonalhoz a  Hazafias Szövetséggel, a Magyar Népi Szövetséggel, a Szocialista Parasztpárttal és a Román Szociáldemokrata Párttal együtt; egy hónappal később a Szocialista Parasztpárt beolvadt az Ekésfrontba.
1945. februárban az Ekésfront részt vett azokban az erőszakos megnyilvánulásokban, amelyek a Rădescu-kormány bukásához vezettek; annak ellenére, hogy képviseltette magát a kormányban (mint ahogy a megelőző második Sănătescu-kormányban is. Groza, aki már 1944 végén is szóba jött, mint magas szintű vezető, 1945. március 6-án alakította meg az Antonescu bukása utáni harmadik kormánytl, amelyet a kommunista párt irányított a háttérből, és amelyben az Ekésfrontnak jutott az földművelésügyet és királyi birtokokat felügyelő tárca (Romulus Zăroni), és a kulturális-művészeti minisztérium (Mihai Ralea). 1947 végén az Ekésfront egyik vezetője, Stanciu Stoian szintén miniszteri kinevezést kapott; a vallásügyekért felelt; továbbá Octav Livezeanu lett a tájékoztatási miniszter.
Az 1946-os parlamenti választásokon az Ekésfront és a Román Kommunista Párt ugyanazon a platformon állt; a választást a Groza-kormány nagyarányú választási csalással nyerte. Ezzel aktív részese lett annak a folyamatnak, amely a kommunista Románia kialakulásához vezetett.
Az Ekésfront és a kommunista párt kapcsolata azonban nem volt felhőtlen: Groza pártja az 1945. júniusban tartott első kongresszusa után a kis magántulajdonok megtartása és önkéntes társulások mellett állt ki, szemben az RKP által szorgalmazott kollektivizálással. A „királyi sztrájk” időszakában, amely 1945 őszén kezdődött, amikor I. Mihály király nem volt hajlandó aláírni a kormány által hozott törvényeket, a Zăroni és Mihail Ghelmegeanu által sürgetett Groza kritizálta a királyra gyakorolt szovjet nyomást, és még meg is fenyegette Luka Lászlót, hogy nem támogatja tovább az RKP-t. Végül az Ekésfront engedett a kommunista igényeknek, Groza viszont, akinek politikai pályafutása túlélte az általa vezetett csoportét, néha továbbra is szembe helyezkedett a kommunista párttal.
1947. júliusban Nicolae D. Cornăţeanu és a Constantin Argetoianu által alapított kis politikai csoport, a néhai Munka és Újjáépítés Nemzeti Szövetség néhány tagja csatlakozott az Ekésfronthoz, és 1948-ban magába olvasztotta a Nemzeti Parasztpártból kivált Nemzeti Parasztpárt–Alexandrescut.
Az Ekésfront 1953-ban feloszlatta magát. Gheorghe Apostol, az RKP egyik egykori vezetője 1991-ben azt állította, hogy az akciót a kommunista párt kezdeményezte, és hogy Gheorghe Gheorghiu-Dej visszatekintve sajnálatosnak tartotta a pluralizmus elleni intézkedéseket, „legalább az Ekésfrontot meghagyhattuk volna!” – mondta.

## Választási eredményei

### Parlamenti választások
| Választás | Szavazatok | %      | Helyek    |
| --------- | ---------- | ------ | --------- |
| 1933      | 7970       | 0,3%   | 0 / 387   |
| 1946      | 4 773 689  | 69,8%1 | 70 / 414  |
| 1948      | 6 959 936  | 93,2%2 | 126 / 414 |
| 1952      | 10 187 833 | 100%3  | 428 / 428 |

Megjegyzések
1 Az Országos Demokrata Arcvonal (FDP) tagjai: Román Szociáldemokrata Párt (81 képviselő), Nemzeti Liberális Párt-Tătărescu (75 képviselő), Ekésfront, Román Kommunista Párt (68 képviselő), Nemzeti Néppárt (26 képviselő), Nemzeti Parasztpárt-Alexandrescu (20 képviselő) és 8 független.

2 Az FDP tagjai 1948-ban: Román Munkáspárt (190 képviselő és vele kapcsolatban álló 11 független képviselő), Ekésfront, Nemzeti Néppárt (43 képviselő), Magyar Népi Szövetség (30 képviselő) és Zsidó Demokrata Népközösség (5 képviselő).

3 Az FDP tagjai 1952-ben: Román Munkáspárt és vele kapcsolatban álló független képviselők, Ekésfront, magyar Népi Szövetség és Zsidó Demokrata Népközösség. A mandátumok megoszlása tisztázatlan.

## Fordítás
Ez a szócikk részben vagy egészben  a   Ploughmen's Front című angol Wikipédia-szócikk ezen változatának fordításán alapul.  Az eredeti cikk szerkesztőit annak laptörténete sorolja fel. Ez a jelzés csupán a megfogalmazás eredetét és a szerzői jogokat jelzi, nem szolgál a cikkben szereplő információk forrásmegjelöléseként.